# Две матери, две дочери
«Две матери, две дочери» (фр. Barrage) — люксембургский драматический фильм режиссёра Лауры Шредер, в главных ролях Изабель Юппер и её дочь Лолита Шама. Фильм был претендентом на номинацию на премию «Оскар», как «Лучший фильм на иностранном языке», однако не попал в число номинантов.

## Сюжет
После десятилетнего отсутствия Кэтрин возвращается в Люксембург, чтобы восстановить отношения с дочерью-подростком Альбой, которая все это время росла под присмотром властной бабушки Элизабет. Девочка принимает мать настороженно и та решается на отчаянный шаг — похищает дочь и увозит её на Север, в домик на озере.

## В ролях
- Изабель Юппер — Элизабет
- Лолита Шама — Екатерина
- Темис Повель — Альба

## Критика
На сайте «Rotten Tomatoes» фильм имеет рейтинг 50 % на основе 10 отзывов1, и среднюю оценку 5.1/10. На сайте «Metacritic», фильм имеет 54 балла из 100, основанные на 7 отзывах, указывая на «смешанные или средние отзывы».